# 運転
運転（うんてん）とは、機械を操作し動力をもって動かすことである。
他に、大がかりな機械を動かしたり、団体や組織を活動させることも運転と言う。

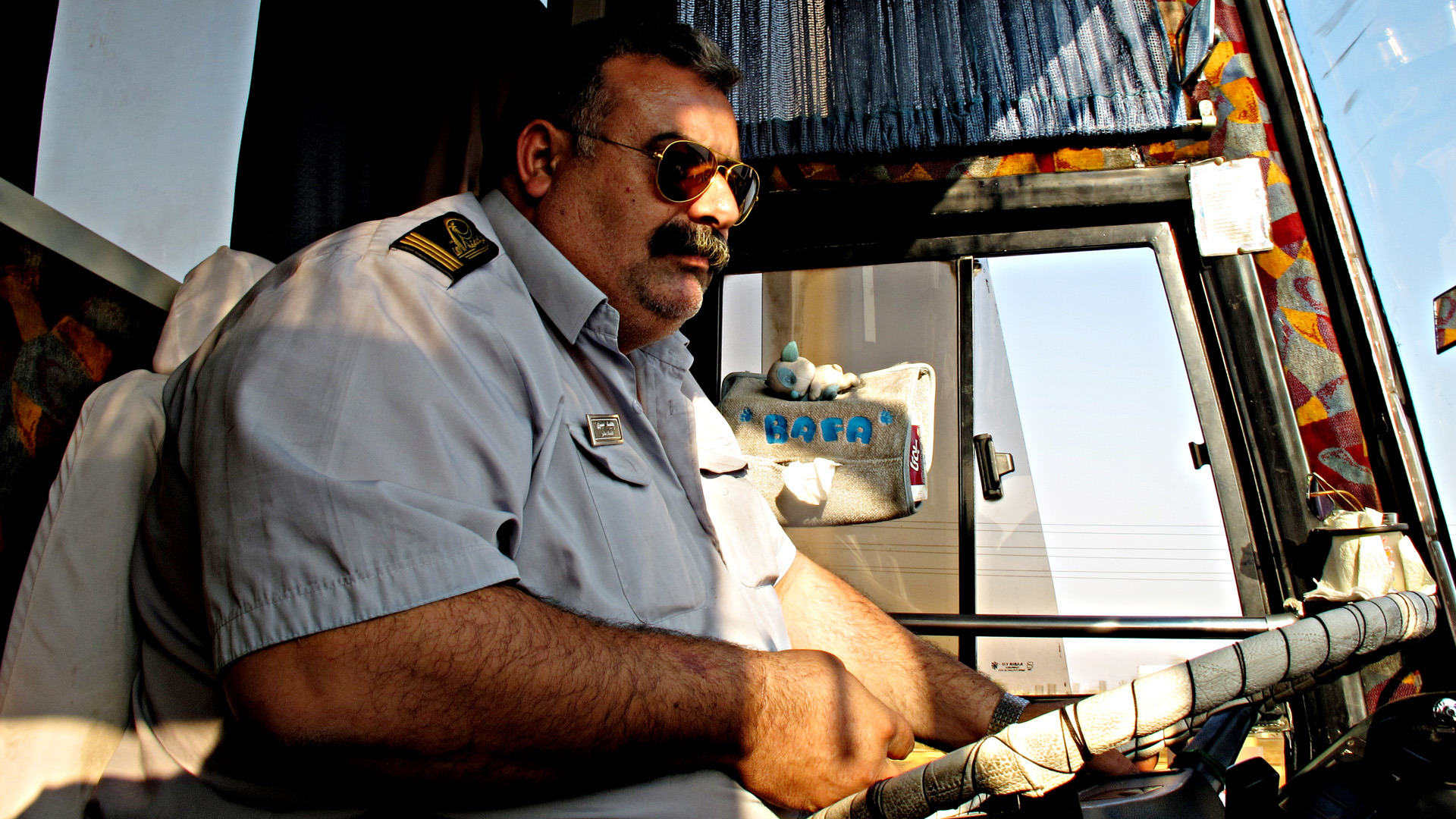
バスの運転

## 概説
運転とは、自動車や列車、大型機械、組織、団体などをあやつること、動かすことをいう。四輪自動車や二輪自動車（オートバイ）をあやつることは、日本の道路交通法や警察などの用語では「運転」という。
ただし、商業的・日常的にはカタカナ（や英語）を用いて「ドライビング (driving)」といったり、オートバイの場合は日本でも英語で「ライディング (riding)」といわれることもある。また、列車をあやつることも基本的に運転と言う。
安全に留意した運転を行うことを安全運転と言う。
反対に、事故を引き起こす可能性が高いような危険な運転を危険運転という。
乗り物や機械が完成したときに、一般の人々を乗せたり一般に使用する前に、運転の状態（正しく動くかどうか）を試すことを試運転と言う。

## 自動車

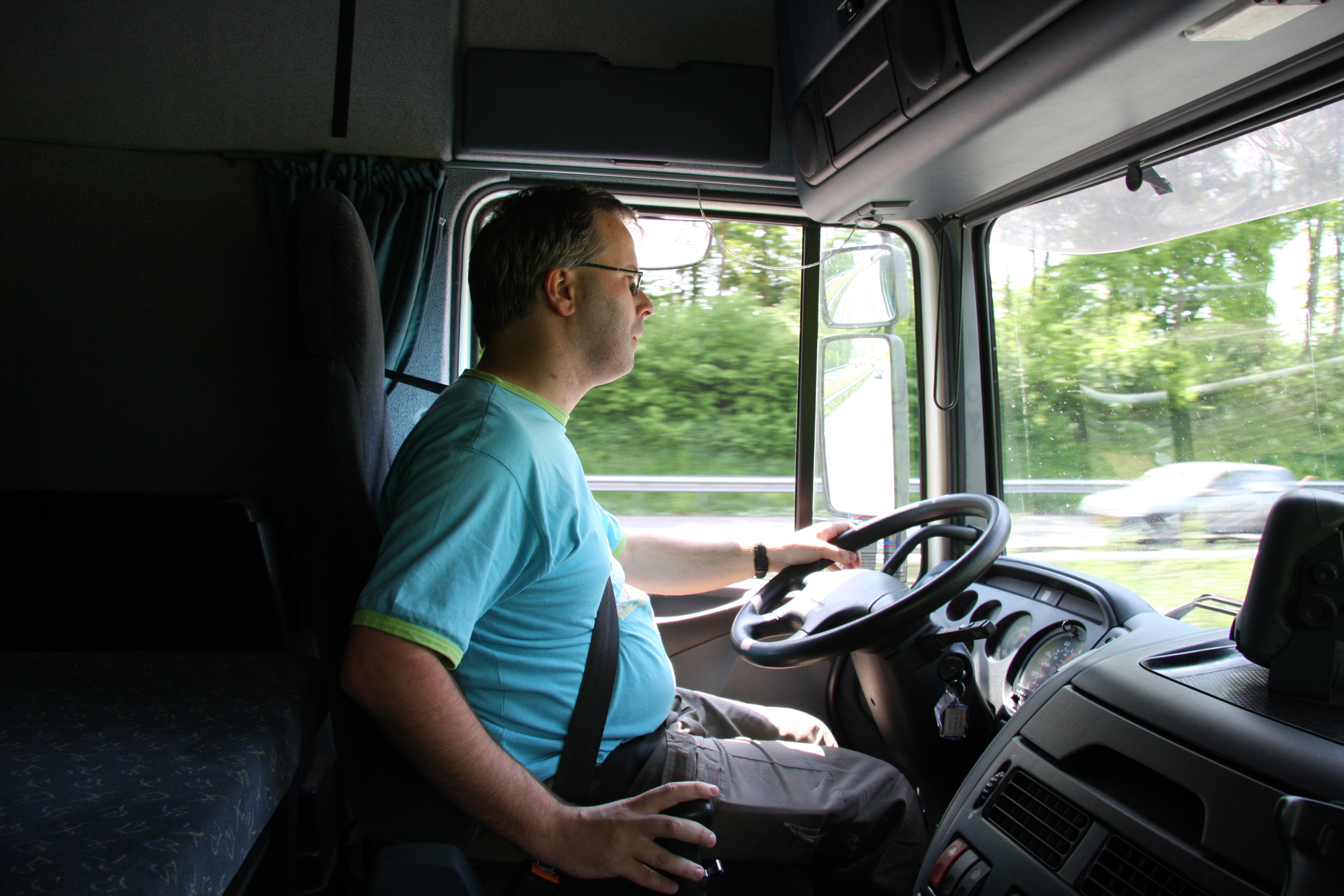
トラックの運転

### 概要
ほとんどの国や地域で、自動車を無免許で運転することは禁止されている。運転するには自動車の種類に合わせた運転免許を取得することが必要である。免許が必要な自動車をそれに対応した免許を携帯せずに運転することを無免許運転という。
運転をする人や、運転することを職業とする人を運転手と言う。

### 定義
令和4年改正道路交通法(令和5年7月1日改正施行)では、「道路において、車両又は路面電車（以下「車両等」という。）をその本来の用い方に従つて用いること（特定自動運行を行う場合を除く。）」（第2条第1項第17号）と定義されている。
なお、令和4年改正前は「自動運行装置を使用する場合を含む」と括弧書きがされており、「自動運行装置」についてはクルーズコントロール（高速道路等で一定の速度で走行するようにアクセルを制御する機能）や、先進安全自動車機能(ASV)としてのアダプティブクルーズコントロールなどの運転補助機能が想定されていたが、この規定は削除された。

### 安全運転・危険運転
不注意な運転や無謀な運転は交通事故を引き起こす。交通事故の被害者を生まないように、また運転者を加害者にしてしまわないように、安全運転の教育が行われている。
近年の日本の自動車教習所では、楽観的な予測にもとづいて運転することを「だろう運転」と呼び、そうした運転を行わないように指導している。不都合なことも起きるかも知れないと予測しつつ、余裕を持ちすぐに対処できる心の準備をした運転をすることを「かもしれない運転」と呼び、「かもしれない運転」を奨励している。
酒を飲んで運転することを飲酒運転といい、多くの国ではこれを法律で禁止している。飲酒をすると人は判断力が極端に低下する。日本では東名高速飲酒運転事故や福岡飲酒運転事故など飲酒運転に起因する死亡事故がマスメディアで大きく取り上げられ、従来の法律による処罰では不十分とする世論が喚起された。2007年9月19日には道路交通法が改正され、飲酒運転に対する罰則が厳罰化され、酒を飲んで車両を運転した者の罰則が強化されただけでなく、飲酒運転をすると知りつつ酒を提供した者、車両を提供した者、同乗した者に対する罰則も設けられた。飲酒をして自分の車を運転することが出来なくなった人の代わりにその車を運転すること、代理で運転する人を派遣する業務を運転代行という。
運転中に運転以外の行動を同時に行いながら運転することをながら運転という。交通事故の原因になるとされる。米国道路安全保険協会の調査では、運転中に携帯電話で通話をすると、負傷で病院へ運ばれるほどの衝突事故を起こす確率が4倍に高まるといい、その危険性は、携帯電話を手に持たずに話すハンズフリー通話にしていても変わらないという。日本では運転中に携帯電話を片手に持ち通話する行為や、運転中に携帯メールを操作する行為は交通違反とされ、法律で禁止されている。

### 四輪自動車

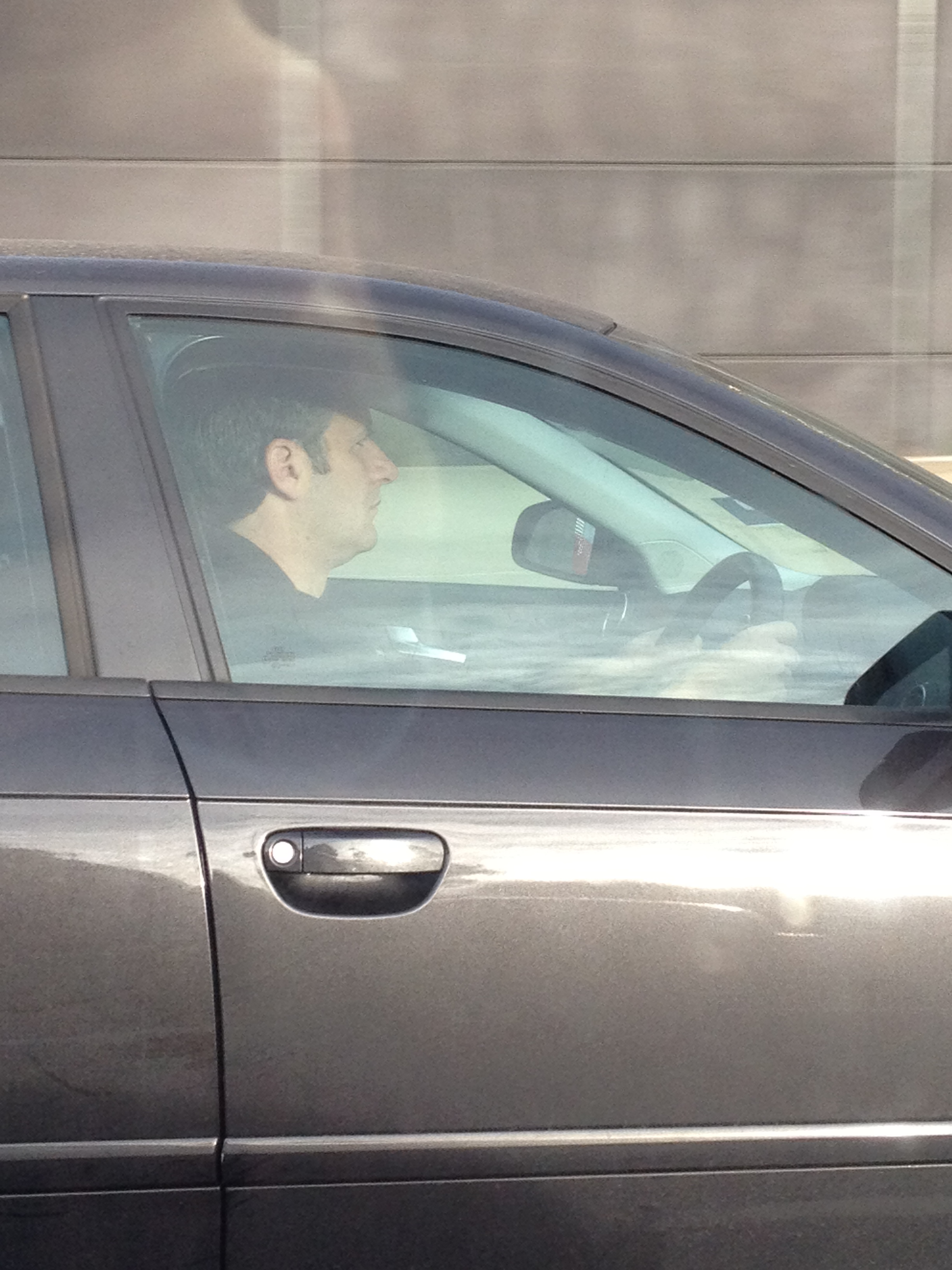
運転をしているところ。眼を積極的に用いて前方、後方、周囲を確認し、耳で周囲の車のホーンや自車のエンジン音などを感じとる。足でブレーキやスロットル（アクセル）のペダルを操作し、腕でステアリング・ホイールを操作する。MT車の場合は、この他にクラッチペダルとシフトレバーによる変速操作が加わる。

#### 運転技術の習得
四輪自動車（いわゆる「自動車」）の運転の基本は一般に自動車教習所（一般に「自動車学校」や「ドライビングスクール」等と呼ばれているところ）で習得することができる。
教習の方法は国ごとに異なる。たとえば、ヨーロッパでは自動車教習所は一般的に練習用コースを備えておらず、入学の初日に座学を少しした後いきなり実車で公道に出て走り、数週間ほど座学と実技を並行的に行う、といった教習方法がごく一般的に行われている。
日本の教習所の場合、まず座学にある程度の日数をかけ、道路交通法に関する知識、不注意な運転や無謀な運転が引き起こす交通事故やその悲惨な結果に関する情報、安全運転のために必要な考え方、自動車の機械的な構造と操作の原理 等々を学ぶ。やがて実技を開始し、教習所内の練習コースで実際の自動車の運転席に座って、助手席に教官が乗った状態で安全確認のしかたや、交通信号や道路標識の見方、正しい発進・停止方法や進路変更の方法、状況ごとのペダルやステアリング（ハンドル）等の使い方、等々の訓練を行っている。MTとATで車種が区別され、取得する免許証にもAT限定という区分がある。
教習所内のコースでの操作では、一般に、S字・クランク・縦列駐車・坂道発進などを特に難しいと感じる人が多い。教習所内で一定のレベルの運転ができるようになると、日本の場合は仮運転免許が交付され、公道に出ての教習を行う。そして検定試験に合格することで、公道を運転するのに必要な運転免許が与えられる。
免許取得後に公道で実際に走行するようになった段階で重要になるのは、ステアリングやペダルの操作よりも、むしろ安全確認である。

### オートバイ
オートバイの運転の基本も一般に自動車教習所で習得できる。日本の場合、座学で、道路交通法に関する知識、無謀な運転が引き起こす事故やその悲惨な結果に関する情報、安全運転のために必要な考え方、オートバイの機械的な構造と操作の原理などを学ぶ。実技で実際のオートバイを利用して安全確認のしかたや、正しい発進・停止方法や進路変更の方法、状況ごとのハンドルやレバーやペダル等の使い方、オートバイが倒れた時の起こし方　等々の訓練を行っている。そして検定試験に合格することで、公道を運転する時に必要な運転免許が与えられる。一部分、教習所に通わず、自力で学習したり、検定所のコースを借りて走行練習を行い、検定試験を受けて免許を取得する人もいる。
オートバイは、四輪自動車とはかなり異なった運動特性を持っており、それを体得する必要がある。また操作レバー類やペダル類の滑らかな操作も体得する必要がある。なお、現在教習所では、世界で最も一般的で標準的な、左手のレバーがクラッチレバーで、左足先に変速ペダルがあり、右足先ペダルがブレーキになっている車体で教習が行われている。

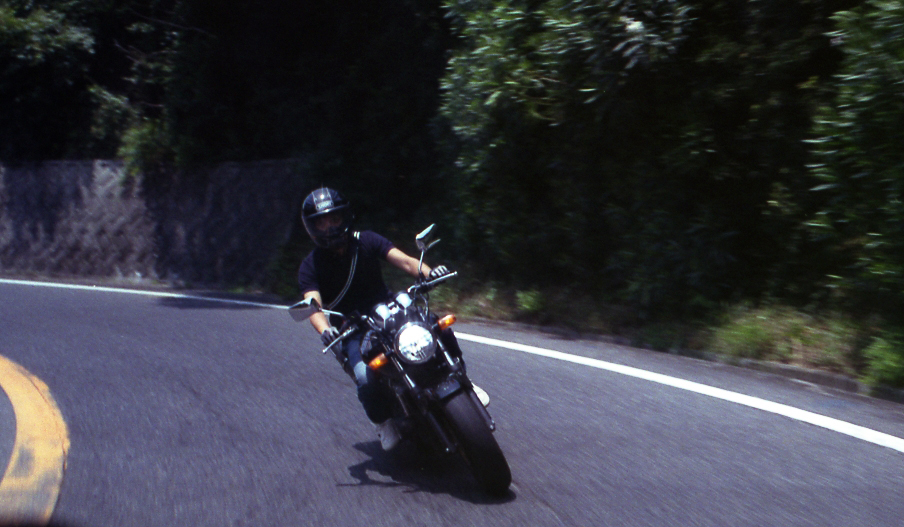
オートバイは基本的に傾けて（leaning リーニングさせて)運動方向を変える

オートバイの場合、自身の身体の左右のバランスを利用しつつ（左右への体重移動を行いつつ）、ひざの内側を用いて燃料タンクなどを左右に押して車体を傾けることで、それと連動して自然と前輪の回転軸が左右にずれること（これをセルフステアと言う）などを利用して、運動方向を変えてゆく。

### 自動車の運転に関する関連項目
- 高速道路催眠現象
- ドライビングシミュレーター

### 運転と意識
自動車や二輪車のいわゆる「運転」は、人の体の「延長化」（＝自身の「身体」の領域を広げて、自動車の車体や、出力を生むエンジンや、地面をとらえるタイヤや、それを止めるブレーキを、あたかも自分の身体の一部のように感じられるようにしてゆくプロセス）であり、神経系の上に乗っかるものに体をなじませて行く行為であり、義手や義足を使いこなしたり、キーボードをブラインドタッチできる感覚に似ている。トレーニングを積んだ経た結果、「考えなくとも」、自分の身体のように自車を操れる状態になることが「運転できる」状態である。

### 男女の差
男女の運転には、以下の差があることが様々な実験により検証されている。
- 2009年にドイツのルール大学ボーフムでクラウディア・ウルフが行った実験で、男女65人でセダン（アウディ・A6）を頭から・バック・縦列駐車で駐車させ、正確性と時間を計った結果、女性は男性に対し平均して20秒多く時間がかかり、さらに男性より正確性が低い結果となった[8]。
- イギリス『デイリー・メール』は、2011年の同国での運転免許試験において縦列駐車が原因で不合格になった男性は1万8,798人、女性は4万863人と2倍以上の男女差が出たと伝えた[8]。
- アメリカ・ペンシルベニア大学の研究では「3次元の空間迷路」を解く際に、女性は頭頂部や前頭部を使用し、男性は海馬をより使用することを証明した。これは空間認識能力で男性のほうが勝ることを示しており、自動車の運転において、他車や障害物との距離の取り方が女性の方が苦手であるという通説を説明していると考えられる。またこれらの点から、運転手やパイロットなどの職業には男性の方が多く就いていることも説明できる[8]。
- 2015年、「タイムズ」を運営するパーク24がアンケートを実施。「苦手な運転技能は何か?」との質問に対し、「合流」が苦手だと答えた女性は3.2倍、「車線変更」が苦手だと答えた女性は3倍に達した[8]。
- 交通事故数は男性が女性よりも多い。自動車乗用中の死亡者数は男性が女性の倍以上である。これは女性には前述の理由により運転が怖いという者も多く、恐怖感から安全運転を心掛けるためではないかと推測されている。女性の事故は、横断中の歩行者との事故や正面衝突・出会いがしら事故など相手の動きに対する判断ミスによる事故が比較的多い。信号無視も男性より多い。男性には逆に「過信」による速度超過、不注意、わき見運転が多い[8]。

## 鉄道

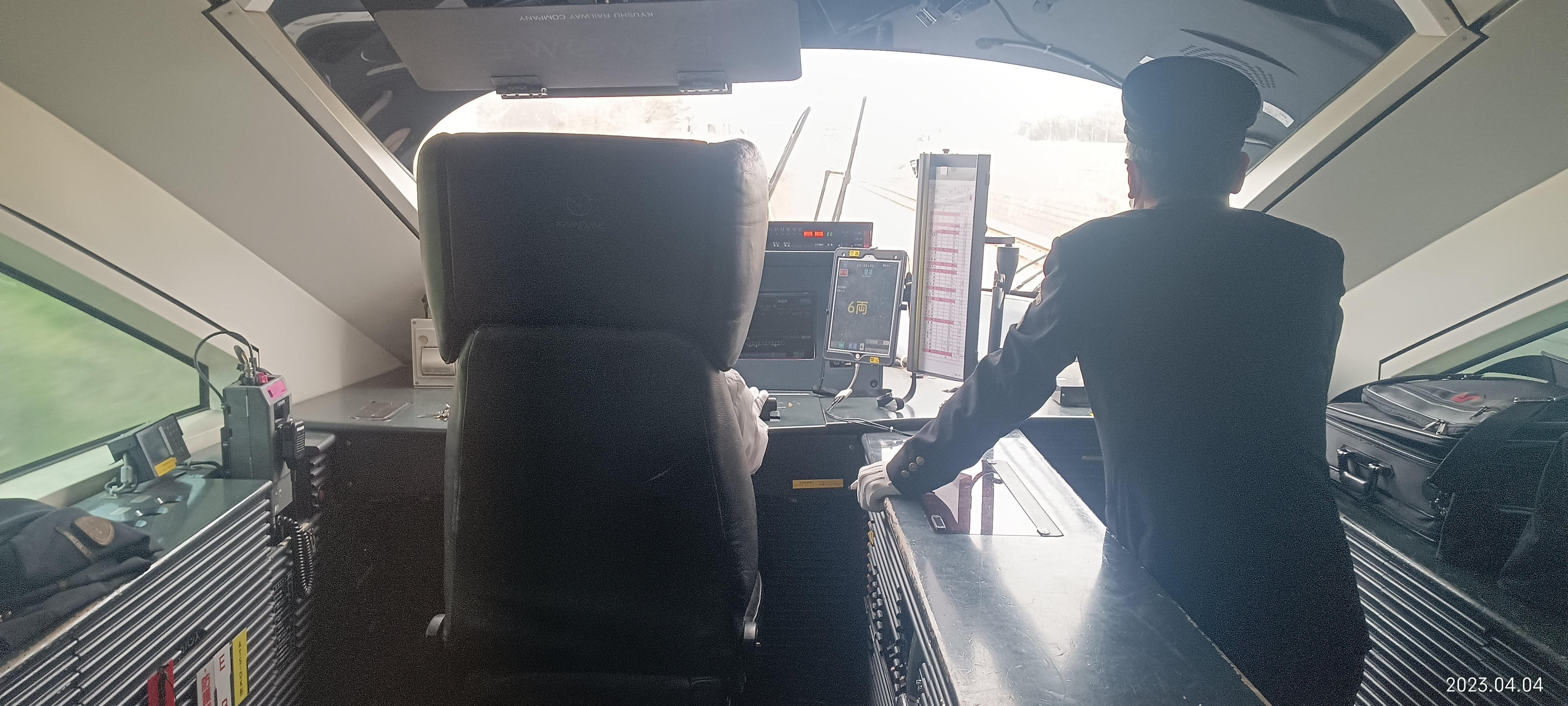
Series883 ソニック (Sonic)の運転席

- 運転士

### 列車　関連項目
- 運転安全規範
- 鉄道事故
- ワンマン運転
- さよなら運転
- 推進運転
- 協調運転
- 無閉塞運転
- 重連運転
- 運転整理
- 直通運転
- 習熟運転
- 電車でGO!

## 大型機械

### 大型機械　関連項目
- 暖機運転

## 組織・団体
団体や組織を活動させることも（まれに）「運転」と言うことがある。「運転資金」などといった表現で用いられている。

### 組織・団体　関連項目
- 組織 (社会科学)
- 経営